# We Are Not Your Kind
We Are Not Your Kind è il sesto album in studio del gruppo musicale statunitense Slipknot, pubblicato il 9 agosto 2019 dalla Roadrunner Records.
L'album è il primo senza lo storico percussionista Chris Fehn, rimpiazzato nei concerti da Michael Pfaff.

## Descrizione
Contrariamente a quanto operato in passato, il gruppo si è posto l'obiettivo di registrare un album vero e proprio e non una semplice raccolta di brani separati tra loro, come spiegato dal chitarrista Jim Root:
 Ciò ha portato a un disco più vario e sperimentale secondo il cantante Corey Taylor, il quale ha comunque aggiunto che gli Slipknot non hanno perso la loro identità.
Le sessioni di registrazione per l'album hanno portato gli Slipknot a realizzare trenta brani, di cui soltanto quattordici sono stati completati.

## Titolo
Il titolo dell'album deriva da una frase di All Out Life, singolo pubblicato dal gruppo nel corso del 2018 ma scartato dallo stesso, e a detta di Taylor «riguarda il mio mettere i piedi per terra per quanto riguarda la separazione, non solo dalla cultura in questo momento, ma dal mondo in generale»:

## Promozione
Il 16 maggio 2019 gli Slipknot hanno presentato il primo singolo Unsainted, promosso dal relativo videoclip diretto dal percussionista Shawn Crahan; due giorni più tardi è stato eseguito per la prima volta dal vivo durante la partecipazione del gruppo al programma televisivo Jimmy Kimmel Live!, evento al quale hanno presentato il singolo del 2018 All Out Life, inserito successivamente come bonus track dell'edizione giapponese dell'album. Tra giugno e luglio dello stesso anno il gruppo ha intrapreso una tournée europea esibendosi in vari festival, come il Rock am Ring o il Nova Rock, per poi spostarsi tra agosto e settembre negli Stati Uniti d'America per il Knotfest Roadshow, tournée composta da oltre dieci date.
Il 22 luglio è stato pubblicato il video della traccia di chiusura Solway Firth, estratto come secondo singolo nel medesimo giorno, mentre il 5 agosto seguente è uscito quello per Birth of the Cruel. Un ulteriore videoclip, quello per la quinta traccia Nero forte, è stato reso disponibile dal 16 dicembre attraverso il canale YouTube del gruppo.

## Tracce
Testi e musiche degli Slipknot.
1. Insert Coin – 1:38
2. Unsainted – 4:20
3. Birth of the Cruel – 4:35
4. Death Because of Death – 1:20
5. Nero forte – 5:15
6. Critical Darling – 6:25
7. A Liar's Funeral – 5:27
8. Red Flag – 4:11
9. What's Next – 0:53
10. Spiders – 4:03
11. Orphan – 6:01
12. My Pain – 6:48
13. Not Long for This World – 6:35
14. Solway Firth – 5:55

Traccia bonus nell'edizione giapponese
1. All Out Life – 5:40

## Formazione
Gruppo
- Shawn Crahan – percussioni, cori
- Jay Weinberg – batteria
- Sid Wilson – giradischi
- Mick Thomson – chitarra
- Craig Jones – campionatore, tastiera
- Jim Root – chitarra
- Alessandro Venturella – basso
- Corey Taylor – voce

Altri musicisti
- Angel City Chorale – coro (traccia 2)
- Kat Primeau – voce aggiuntiva (traccia 4)

Produzione
- Slipknot – produzione
- Greg Fidelman – produzione, ingegneria del suono
- Joe Barresi – missaggio
- Gerg Gordon – ingegneria del suono
- Sara Killion – ingegneria del suono
- Pauo Fig – ingegneria del suono
- Bo Boonar – assistenza tecnica
- Chaz Sexton – assistenza tecnica
- Dan Monti – montaggio
- Jun Murakawa – assistenza al missaggio
- Bob Ludwig – mastering

## Classifiche
| Classifica (2019)          | Posizione massima |
| -------------------------- | ----------------- |
| Australia                  | 1                 |
| Austria                    | 3                 |
| Belgio (Fiandre)           | 1                 |
| Belgio (Vallonia)          | 1                 |
| Canada                     | 1                 |
| Danimarca                  | 7                 |
| Finlandia                  | 1                 |
| Francia                    | 2                 |
| Germania                   | 2                 |
| Giappone                   | 8                 |
| Grecia                     | 5                 |
| Irlanda                    | 1                 |
| Italia                     | 3                 |
| Norvegia                   | 3                 |
| Nuova Zelanda              | 2                 |
| Paesi Bassi                | 2                 |
| Portogallo                 | 1                 |
| Regno Unito                | 1                 |
| Regno Unito (rock & metal) | 1                 |
| Spagna                     | 6                 |
| Stati Uniti                | 1                 |
| Stati Uniti (hard rock)    | 1                 |
| Stati Uniti (rock)         | 1                 |
| Svezia                     | 4                 |
| Svizzera                   | 2                 |
| Ungheria                   | 2                 |